# Doppelhundert
Das Doppelhundert war ein deutsches Zählmaß besonders im Fischhandel. Das Tail (svw. Fischschwanz), auch Getail, galt als großes Hundert mit 120 Stück, aber auch mit Tail das große Doppelhundert mit 240 Stück. Die Fische wurden paarweise an den Schwänzen zusammengebunden gehandelt oder getrocknet.
- 1 Doppelhundert = 240 oder 2 × 120 Stück

Beispiel: Eine alte Berechnung auf Praxis bezogen hatte das Tail 109 Paar oder 218 Stück Schollen und 14 Tail 3062 Stück. (Errechnet aber nur 3052 Stück.)
Auch wurde die Jagdstrecke von Waldschnepfen in England von deutschen Jägern mit Doppelhundert (240 Stück) angegeben, da immer zwei Schnepfen (a brace) (ein Paar) als eine Einheit galt.